# (13714) Stainbrook
(13714) Stainbrook (1998 QV38) – planetoida z pasa głównego asteroid okrążająca Słońce w ciągu 3,41 lat w średniej odległości 2,27 j.a. Odkryta 17 sierpnia 1998 roku.